# بیمارستان کوثر (شیراز)
بیمارستان کوثر بیمارستانی است خیریه و درمانی واقع در شیراز، استان فارس با ظرفیت ۳۰۰ تخت ثابت و ۲۶۳ تخت فعال که در سال ۱۳۸۸ خورشیدی تأسیس گردید.
این بیمارستان وابسته به مؤسسهٔ خیریهٔ بنیاد قلب فارس، با همت خیرین در زمینی به مساحت ۳۰٬۰۰۰ متر مربع بنا شد.